# Johan Afzelius

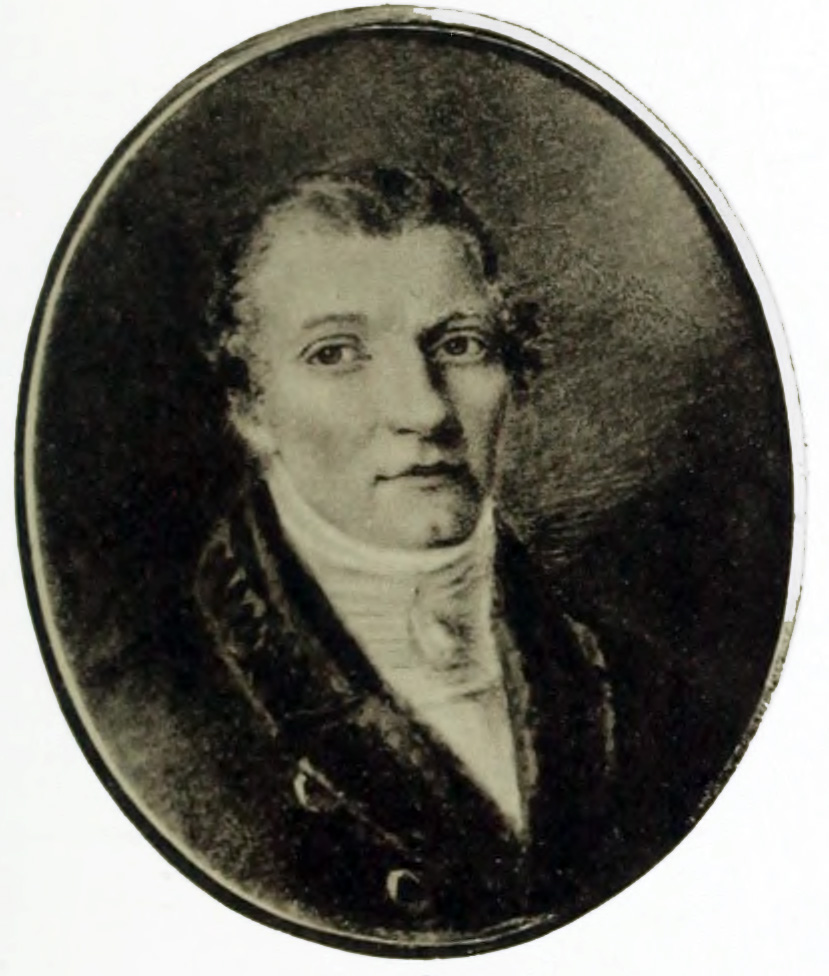
Johan Afzelius

Johan Afzelius (Larv, 13 juni 1753 – Uppsala, 20 mei 1837) was een Zweeds scheikundige. Hij is voornamelijk bekend als promotiebegeleider van een van de stichters van de moderne scheikunde, Jöns Jacob Berzelius.
Afzelius studeerde af aan de Universiteit van Uppsala in 1776, onder toezicht van Torbern Olof Bergman. In 1784 werd hij aangesteld als hoogleraar in de scheikunde.
Afzelius verrichtte onderzoek naar mineralen als bariumseleniet en legde een uitgebreide verzameling aan, die thans deel uitmaakt van het mineralenkabinet van de Universiteit van Uppsala. Verder slaagde hij erin mierenzuur te isoleren uit mieren en aan te tonen dat dit carbonzuur verschilt van het sterk verwante azijnzuur (dat een koolstofatoom meer bezit). Daarnaast deed Afzelius onderzoek naar de chemie van nikkel en oxaalzuur.
In 1789, 1798 en 1806 werd hij telkens voor een half jaar verkozen tot rector van de Universiteit van Uppsala; hij volgde Daniel Boëthius op. In 1801 werd Johan Afzelius verkozen tot lid van de Koninklijke Zweedse Academie voor Wetenschappen.